# Zdeněk Pohlreich

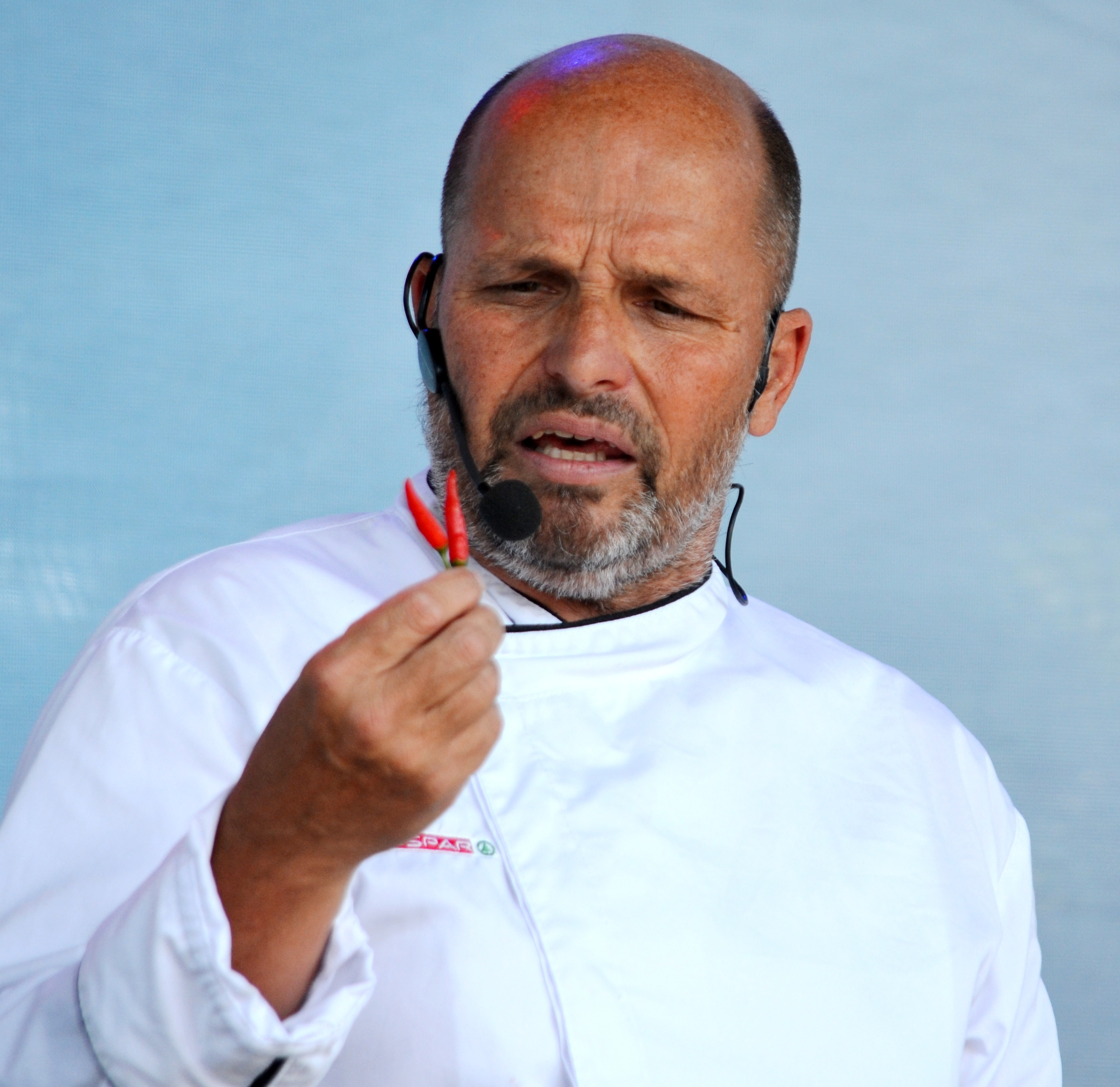
Zdeněk Pohlreich

Zdeněk Pohlreich (* 10. dubna 1957 Praha) je český šéfkuchař, gastronom, podnikatel, lektor, herec, autor kuchařek a moderátor kuchařských pořadů na televizi Prima. V letech 2009 až 2018 moderoval pořad Ano, šéfe!.

## Osobní život
Poté, co nesložil přijímací zkoušky na střední školu, nastoupil do učebního oboru kuchař. Vaření jej nejprve vůbec nebavilo. Po vyučení nastoupil do pražského hotelu Stop.
Na přelomu 70. a 80. let byl členem reprezentačního baseballového týmu. Po zájezdu do Nizozemska začal uvažovat o emigraci a v roce 1986 se k ní rozhodl. Realizoval ji o tři roky později společně s manželkou Naděždou. Přes jeden rok strávil v Nizozemsku kvůli politickému azylu pouze na pomocných pozicích, nepracoval jako kuchař ale jako umývač nádobí v čínské restauraci. Po sametové revoluci mu skončil politický azyl a měl opustit Nizozemsko. Odtud po obdržení povolení odjel do australského Adelaide, kde mu v začátcích pomáhal strýc. Začal jako sous-chef v restauraci La Guillotine, v níž se později stal šéfkuchařem. Seznámil se tu mj. se softballovou reprezentantkou Zdeňkou Kukačkovou (*1972), kterou si vzal o 20 let později za ženu.
Po návratu z emigrace postupně pracoval na stejných pozicích v pražských hotelech Renaissance (dnes Hilton Old Town), Villa Voyta, Radisson SAS nebo Marriott. V roce 1998 se mu narodil syn Jan. V roce 2007 se svým obchodním partnerem Lukášem Koubkem založili vlastní podnik v ulici Na Poříčí poblíž Náměstí Republiky – Café Imperial ve stylu prvorepublikových Grand Café. O rok později zakládají druhou restauraci Divinis na Starém Městě za Týnským chrámem, ta je vedena v italském duchu. V roce 2014 pomáhali rozjet japonskou restauraci Yamato. Zatím posledním přírůstkem do sítě jejich podniků bylo v roce 2016 otevřené, moderní, české bistro Next Door by Imperial, které se nachází naproti první restauraci.
Do povědomí široké veřejnosti se Zdeněk Pohlreich dostal díky jeho působení v pořadech TV Prima. Mezi ty nejznámější patří gastronomické reality-show Ano, šéfe! a Na nože! podle námětu britských pořadů kuchaře Gordona Ramseyho. K těmto dvěma prvním pořadům se později přidaly také Šéf na grilu, Česko vaří s Pohlreichem, Vařte jako šéf!, Už dost, šéfe!, Teď vaří šéf!, Rozpal to, šéfe! a Zdeňkova akademie. V současné době spolupracuje s TV Nova, jako moderátor soutěžní reality-show Pohlreichův souboj restaurací.
Okolo roku 2009 navázal vztah se Zdeňkou Gruberovou (rozenou Kukačkovou), se kterou se seznámil před 18 lety v Austrálii. V únoru 2011 se proto rozvedl se svou první manželkou Naděždou. 15. října 2011 se podruhé oženil, u Bodamského jezera si vzal Zdeňku v restauraci a hotelu Tribeca, kde byl tehdy spoluvlastníkem. Oddával je však Ivan Vodochodský, takže úředně platný sňatek proběhl až začátkem listopadu jen za účasti rodiny a nejbližších přátel. Vyženil syny Jana (*2002) a Martina (*2008), které má Zdeňka z předchozího manželství.
V roce 2011 založil své vlastní knižní nakladatelství Sevruga, jehož prostřednictvím vydal desítky kuchařek a několik biografií. Většinu napsal on sám, ale vydal je také pro další známé osobnosti gastronomie jako Veronika Beskydiarová (vítězka soutěže Masterchef Česko 2021), Iveta Fabešová (zakladatelka řetězce cukráren IF Café), Riccardo Lucque (majitel sítě restaurací La Collezione), Janina Černá (autorka blogu Cukrfree), Tuan a Lan (restaurační řetězec Pho Vietnam) nebo také knihy své manželky Zdeňky.
V roce 2012 dostal cameo roli v českém dabingu populárního amerického animovaného seriálu Simpsonovi, kde v 5. dílu 23. řady s názvem Dobrá manželka nadaboval postavu světoznámého kuchaře Gordona Ramsayeho.
V současnosti učí na Střední škole gastronomické a hotelové v Praze a vede několik kurzů v rámci Pražského kulinářského institutu.

## Vzdělání
- SOU kuchařské, Praha
- Hotelová škola, Praha
- Institute of Business Studies, Praha

## Praxe
- 1975–1989 různé hotely a restaurace, Praha
- 1989–1990 čínská restaurace, Nizozemsko
- 1991–1993 restaurace La Guillotine, Adelaide, Austrálie, šéfkuchař
- 1993–1996 Hotel Renaissance, Praha, sous-chef
- 1996–1998 Hotel Villa Voyta, Praha, šéfkuchař
- 1998–2002 Hotel Radisson SAS, Praha, šéfkuchař
- 1998–2002 Hotel Alcron, šéfkuchař
- 2002–2004 Hotel Renaissance, Praha, šéfkuchař
- 2004–2007 Hotel Marriott, Praha, šéfkuchař
- 2011–2015 Tribeca Restaurant & Hotel, Romanshorn, Švýcarsko, spoluprovozovatel
- 2014–2016 Yamato, Praha, mentor a spolumajitel
- od 2007 Café Imperial, Praha, šéfkuchař a spolumajitel
- od 2008 Divinis, Praha, šéfkuchař a spolumajitel
- od 2016 Next Door by Imperial, Praha, šéfkuchař a spolumajitel
- připravuje Café Imperial Dolce

## Ocenění
- 2000 vítěz President’s Award, Hong-Kong, Radisson SAS
- 2001 vítěz President’s Award, Cancún

## Profesionální školení
- Cukrářský kurz na Regency College of T.A.F.E., Austrálie
- Řeznický a pekařský kurz Gastronom school garden, Drážďany, Německo
- Kurz čínské a thajské kuchyně DHP Culture, Šanghaj, Čína
- LOTS training na Management School od Radisson SAS, Göteborg, Švédsko
- 2002 Foundation of Leadership, Antem Marriott hotel, Mallorca
- 2003 kurz Creating Marriott Leadership Culture, Renaissance hotel Praha
- Mezinárodně certifikovaný školitel HACCP

## Televize
- Ano, šéfe! (2009)
- Na nože! (2010)
- Šéf na grilu (2011)
- Simpsonovi, díl Dobrá manželka (cameo, dabing, 2012)
- Česko vaří s Pohlreichem (2013)
- Už dost, šéfe! (2013)
- Vařte jako šéf! (2013)
- Rozpal to, šéfe! (2014)
- Teď vaří šéf! (2014)
- Zdeňkova akademie (2017)
- Rozpal to ve Španělsku, šéfe! (2018)
- Superšéf: 24 hodin do pekla a zpět (2020)
- Slunečná (2020)
- Zlatá maska (2020)
- První večeře (2021)
- MasterChef Česko (2021)
- Jak to bylo, šéfe? (2022)
- Pohlreichův souboj restaurací (2023)
- Česko na grilu (2024)

### Knihy
- Bravo, šéfe! (2009)
- Prostřeno bez servítků (2010)
- Šéf na grilu (2011)
- Zdeněk Pohlreich v akci (2011)
- Šéf na grilu II. (2012)
- Šéf na smetaně (2012)
- Vejce nebo slepice (2012)
- Už dost, šéfe! (2012)
- Česko vaří s Pohlreichem (2013)
- Vařte jako šéf (2013)
- Rozpal to, šéfe! (2014)
- Itálie na talíři (2015)
- Grilování (2015)
- Moje domácí kuchyně (2015)
- Lehká kuchyně (2016)
- Kulinárium (2017)
- Fresh kuchyně (2018)
- Taková normální kuchařka (2019)
- Super jednoduše (2020)

## Citáty
| „              | Jakmile dojíte, rozhodně by se vás někdo měl zeptat, jestli vám chutnalo. A pokud vám nechutnalo, tak byste to měli říct. | “ |
| — Z. Pohlreich | |   |

| „              | Úroveň gastronomie za socialismu byla zoufalá ... státem řízené veřejné stravování je úplný nesmysl, protože hospoda je skrz naskrz privátní byznys. | “ |
| — Z. Pohlreich | |   |